# پلکستور
پلکستور (چینی: 浦科特) شرکت سخت‌افزار تایوانی است، که در سال ۱۹۸۵ تأسیس شد.